# Februar 2014
Portal Geschichte | Portal Biografien | Aktuelle Ereignisse | Jahreskalender | Tagesartikel

◄ |
20. Jahrhundert |
21. Jahrhundert

◄ |
1980er |
1990er |
2000er |
2010er
| 2020er | 2030er | 2040er

◄ |
2010 |
2011 |
2012 |
2013 |
2014
| 2015 | 2016 | 2017 | 2018 | ►

◄ |
November 2013 |
Dezember 2013 |
Januar 2014 |
Februar 2014 |
März 2014 |
April 2014 |
Mai 2014 |
►
Dieser Artikel behandelt tagesbezogene Nachrichten und Ereignisse im Februar 2014.

## Tagesgeschehen

### Samstag, 1. Februar 2014
- Berlin/Deutschland: Bruno Ganz wird für sein Lebenswerk mit der Goldenen Kamera ausgezeichnet.[1]
- Berlin/Deutschland: Eine Zentrale Dienstvorschrift der Bundeswehr zum äußerlichen Erscheinungsbild der Soldaten, die am 10. Januar 2014 von Generalinspekteur Volker Wieker erlassen wurde, tritt als Ersatz für den bisherigen „Haar- und Barttrachterlass für Soldaten“ innerhalb der Anzugsordnung für die Soldaten in der Bundeswehr in Kraft. Soldaten dürfen ihr Haar nun länger wachsen lassen als zuvor.[2]
- Washington, D.C./Vereinigte Staaten: Die Wirtschaftswissenschaftlerin Janet Yellen wird in ihr Amt als Präsidentin der US-amerikanischen Notenbank Federal Reserve vereidigt und tritt damit die Nachfolge von Ben Bernanke an.

### Sonntag, 2. Februar 2014
- Aleppo/Syrien: Bei Anschlägen mit Fassbomben sterben in Aleppo und Damaskus mindestens 83 Menschen.[3]
- Bangkok/Thailand: Die Parlamentswahl in Thailand findet statt. Die amtierende Ministerpräsidentin Yingluck Shinawatra wurde dabei im Amt bestätigt. Die Opposition boykottierte die Wahlen.
- Belgrad/Serbien: Unwetter legen durch Schneefälle und anhaltende Regenfälle große Teile von Europa lahm. In weiten Teilen von Serbien und Italien wird gegen Hochwasser gekämpft, während die Alpenregion durch schwere Schneefälle beeinträchtigt wird.[4]
- East Rutherford/Vereinigte Staaten: Im Super Bowl XLVIII gewinnen die Seattle Seahawks mit 43:8 über Denver Broncos ihren ersten Super-Bowl-Titel.[5]
- Frankfurt am Main/Deutschland: Der 116 m hohe AfE-Turm der Johann Wolfgang Goethe-Universität Frankfurt am Main wird gesprengt.[6]
- Khartum/Sudan: Die Regierung verbietet dem Internationalen Komitee vom Roten Kreuz (IKRK) die Arbeit.[7]
- San José/Costa Rica: Die erste Runde der Präsidentschaftswahl in Costa Rica findet statt.

### Montag, 3. Februar 2014
- Berlin/Deutschland: Als Konsequenz aus der Veröffentlichung einer Steuerhinterziehung und der darauf folgenden öffentlichen Debatte tritt der Berliner Kulturstaatssekretär André Schmitz von seinem Amt zurück. Bereits Ende 2012 wurde das Steuerverfahren gegen Zahlung einer Geldbuße von 5.000 Euro eingestellt.[8][9]

### Dienstag, 4. Februar 2014

Logo der NSA

- Berlin/Deutschland: Nach Recherchen des Norddeutschen Rundfunks und der Süddeutschen Zeitung hat der US-amerikanische Auslandsgeheimdienst National Security Agency (NSA) offenbar auch ab 2002 das Mobiltelefon des früheren Bundeskanzlers Gerhard Schröder (SPD) abgehört. So soll der Anschluss des Bundeskanzlers nach unbestätigten Berichten auf einer National Sigint Requirement List der NSA gestanden haben, wegen seiner kritischen Haltung zum Irakkrieg und der Nichtteilnahme Deutschlands im Rahmen der Koalition der Willigen.[10][11]
- Edinburgh/Vereinigtes Königreich: Das Schottische Parlament beschließt die Legalisierung der gleichgeschlechtlichen Ehe. Im Gegensatz zum englisch-walisischen Teil des Königreichs gewähren die Abgeordneten den schottischen Religionsgemeinschaften das Recht, eine Trauung mit dem Verweis auf die Homosexualität der Antragsteller abzulehnen. In Nordirland wird es weiterhin keine gleichgeschlechtlichen Ehen geben.[12]
- San Francisco/Vereinigte Staaten: Die US-Unternehmen Facebook, Google, Microsoft und Yahoo geben erstmals Statistiken zur Abfrage von Kundendaten durch die US-Geheimdienste bekannt. Gemäß dem Foreign Intelligence Surveillance Act (FISA) wurden im ersten Halbjahr 2013 für alle vier Unternehmen offiziell insgesamt zwischen 59.000 und 63.000 Nutzerdaten von US-Staatsbürgern an die Geheimdienste weitergeleitet.[13]
- Straßburg/Frankreich: Das Europäische Parlament beschließt mit 640 Stimmen bei 18 Gegenstimmen und 22 Enthaltungen eine neue Richtlinie für grenzüberschreitende Lizenzen für Online-Musikdienste. Ab 2016 sollte es möglich sein, dass Online-Musikdienste in der EU Lizenzen von Verwertungsgesellschaften erhalten, die die Rechte der Autoren grenzüberschreitend vertreten, und damit Verhandlungen über die jeweilige Nutzung einzelner Lizenzen in einem EU-Land entfallen. Die Künstler können dann wiederum frei entscheiden, von welcher Verwertungsgesellschaft eines Landes sie sich im EU-Binnenmarkt vertreten lassen wollen.[14][15]
- Tripolis/Libyen: Der libysche Außenminister Mohammed Abdel Asis gibt die Vernichtung der letzten Bestände des Kampfstoffes Senfgas bekannt. Dabei verweist er in Gegenwart des Generaldirektors der Organisation für das Verbot chemischer Waffen (OPCW), Ahmet Üzümcü, auf die Hilfe der internationalen Gemeinschaft sowie die technische und logistische Unterstützung durch Kanada, Deutschland und die USA. Unter Revolutionsführer Muammar al-Gaddafi hatte Libyen 2004 den Besitz von 25 Tonnen Senfgas sowie 1400 Tonnen an Chemikalien zur Kampfstoffproduktion bestätigt.[16]
- Tuzla/Bosnien-Herzegowina: In Tuzla beginnen die Proteste, welche über das ganze Land sich ausbreiten, sieh Proteste in Bosnien und Herzegowina 2014.

### Mittwoch, 5. Februar 2014
- Ankara/Türkei: Das türkische Parlament beschließt, die Zensur im Internet in der Türkei gesetzlich zu verschärfen. Zukünftig können Behörden Internetseiten ohne Gerichtsbeschluss sperren. Außerdem sollen die Behörden das Recht bekommen, das Surfverhalten von Internetnutzern aufzuzeichnen und zwei Jahre lang zu speichern, ohne die Betroffenen darüber zu informieren.[17]
- Biarritz/Frankreich: Eine Sturmflut beschädigt an der europäischen Atlantikküste zahlreiche Orte. In Biarritz strandet der spanische Frachter Luno an einer Mole und zerbricht in zwei Teile.
- Salzburg/Österreich: Bei einer Razzia im Haus des Kunstsammlers Cornelius Gurlitt in Salzburg-Aigen entdecken die Ermittler mehr als 60 wertvolle Kunstwerke der Künstler Claude Monet, Pierre-Auguste Renoir und Pablo Picasso.[18]
- Sotschi/Russland: Nach gut 65.000 Kilometern trifft die olympische Fackel für die am Freitag beginnenden Olympischen Winterspiele ein, bei der sie an vielen Stationen wie der Antarktis und der ISS (Internationalen Raumstation) im Weltraum vorbeikam.
- Washington, D.C./Vereinigte Staaten: Ein Gespräch zwischen der Assistant Secretary of State Victoria Nuland mit dem US-Botschafter für die Ukraine Geoffrey R. Pyatt wird abgehört und auf dem Internet-Videoportal YouTube veröffentlicht, in dem es um Lösungsansätze zur Beilegung der Krise in Ukraine (Euromaidan) ging. Darin sagt Nuland „Weißt du, scheiß auf die EU“ („Fuck the EU“), woraufhin Pyatt erwidert: „Oh, das sowieso …“ („Oh, exactly, and I think we've got to do something …“)[19] Das US-Außenministerium erklärt, Nuland hätte sich bei ihren Kollegen in der Europäischen Union entschuldigt.[20]
- Woonsocket/Vereinigte Staaten: Die landesweit präsente US-amerikanische Drogeriekette CVS Caremark gibt bekannt, in allen 7600 Filialen bis Oktober 2014 den Verkauf von Zigaretten und anderen Tabakprodukten einzustellen. CVS Caremark rechnet mit Umsatzeinbußen von rund zwei Milliarden US-Dollar. Der CEO Larry Merlo begründet diesen Schritt mit den Vorsätzen des Unternehmens.[21]

### Donnerstag, 6. Februar 2014
- Berlin/Deutschland: Mit dem Film Grand Budapest Hotel von Regisseur Wes Anderson werden die 64. Internationalen Filmfestspiele Berlin eröffnet.[22]
- Berlin/Deutschland: Der Bundesschatzmeister der CDU und ehemalige Finanzminister in NRW, Helmut Linssen, kündigt zum April 2014 seinen Rücktritt an. Als Grund gibt er hierfür die in den Medien genannten Vorwürfe der Steuerhinterziehung zu Finanzanlagen von rund 800.000 Euro in den Steueroasen Bahamas und Panama an, die er nach eigenen Angaben im Auftrag seiner Mutter ab 1997 tätigte.[23][24]
- Ceuta/Spanien: Bei einem Massenansturm afrikanischer Flüchtlinge auf die spanische Nordafrika-Exklave Ceuta sind mehrere Afrikaner ins Meer gesprungen und etwa zehn Menschen ertrunken.[25]
- Sarajevo/Bosnien und Herzegowina: Demonstrationen tausender Bosnier in mehreren Städten, die durch die schlechte Wirtschaftslage und hohe Arbeitslosigkeit ausgelöst worden waren, schlagen in Gewalt um. Dabei werden 104 Polizisten und 30 Demonstranten verletzt. In der Hauptstadt wird das Präsidentschaftsgebäude und das Gebäude der Regionalregierung in Brand gesetzt, in Tuzla der Sitz der Regionalverwaltung gestürmt und Feuer gelegt.[26]

### Freitag, 7. Februar 2014

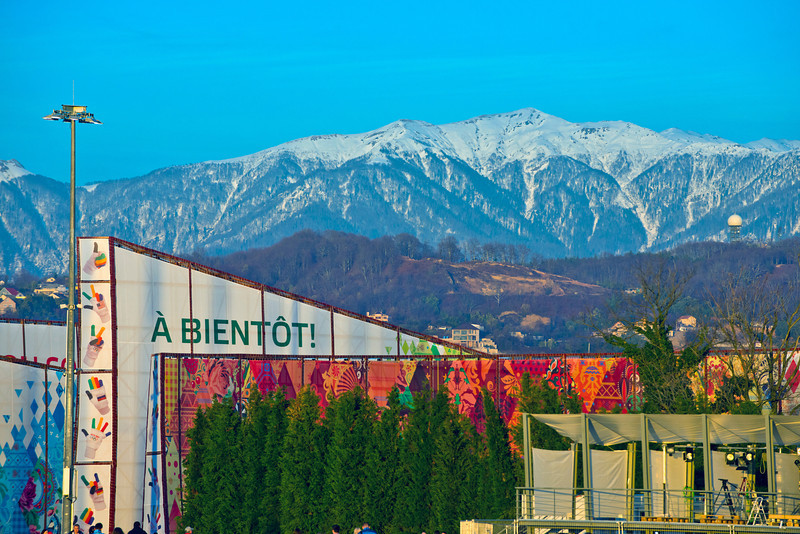
Olympischer Park der Winterspiele 2014

- Istanbul/Türkei: Eine F-16 der türkischen Luftwaffe fängt einen Airbus A320 der Pegasus Airlines mit 110 Passagieren auf dem Flug von Charkiw (Ukraine) nach Istanbul ab, nachdem der Pilot Alarm ausgelöst hat. Ein ukrainischer Passagier hat gedroht, eine Bombe zu zünden, sollte das Flugzeug nicht Kurs auf die russische Olympiastadt Sotschi nehmen. Nach der Landung in Istanbul überwältigen Sicherheitskräfte den mutmaßlichen Luftpiraten, der nach Angaben des ukrainischen Sicherheitsdienstes betrunken ist.[27]
- Seedorf/Deutschland: In dem militärischen Sicherheitsbereich des Fallschirmjägerbataillons 373 der Bundeswehr sind durch einen aufgeschnittenen Zaun insgesamt 10 von 24 kleineren Munitions-Bunkern aufgebrochen worden. Nach einer Inventur wurde festgestellt, dass mehrere Holzkisten mit rund 28.000 Schuss Munition für das Sturmgewehr HK G36 und für die Pistole HK P8 fehlen.[28][29]
- Sotschi/Russland: Wladimir Putin eröffnet offiziell die XXII. Olympischen Winterspiele.

### Samstag, 8. Februar 2014
- Kabul/Afghanistan: Die Unterstützungsmission der Vereinten Nationen in Afghanistan (UNAMA) gibt eine Erhöhung der zivilen Opferzahlen um 14 Prozent bekannt. Demnach sind 2013 in Afghanistan insgesamt 2.959 Zivilisten getötet und 5.656 verletzt worden.[30]
- Teheran/Iran: Der iranische Admiral Afshin Rezayee Haddad gibt bekannt, dass der vom Marinestützpunkt Bandar Abbas am 21. Januar 2014 entsendete kleine Flottenverband (29. Flotte), geführt durch den Zerstörer I.R.I.S Sabalan (73) (Alvand-Klasse) über Südafrika zum Atlantischen Ozean in den nächsten Wochen erstmals bis zur Seegrenze der USA beordert wird. Iran bezeichnet dies als symbolischen Akt gegenüber der am Persischen Golf stationierten 5. US-Flotte.[31][32]

### Sonntag, 9. Februar 2014
- Bern/Schweiz: Bei der Volksabstimmung über die Volksinitiative „Gegen Masseneinwanderung“ spricht sich die Bevölkerung für die Initiative der nationalkonservativ bis rechtspopulistischen Schweizerischen Volkspartei (SVP) aus. Nach der Annahme sind Auswirkungen auf die bilateralen Verträge zwischen der Schweiz und der Europäischen Union zu erwarten.[33]
- Homs/Syrien: Nach der Einigung der syrischen Bürgerkriegsparteien auf eine humanitäre Waffenruhe erreichen die ersten Hilfslieferungen des Roten Halbmond in Zusammenarbeit mit dem UNHCR die seit rund zwei Jahren belagerte Stadt.[34]
- Kopenhagen/Dänemark: Der wissenschaftliche Direktor des Zoos Kopenhagen, Bengt Holst, lässt wegen der Gefahr der Inzucht den 18 Monate alten Giraffenbullen „Marius“ mit einem Bolzenschussgerät töten und später an die Löwen verfüttern. Holst handelte dabei gemäß den Regeln der Europäischen Zoo- und Aquarienvereinigung (EAZA) und weil kein anderer Zoo das Tier aufnehmen wollte. Laut Informationen gab es zwar einen Privatinteressenten, der den Giraffenbullen für 500.000 € kaufen wollte und auch ein Zoo bat sich an, Marius bei sich aufzunehmen, doch die Angebote wurden abgelehnt.[35]
- Minyat Mahallat Damanah/Ägypten: Archäologen entdecken bei Ausgrabungen im nördlichen Nildelta ein Grab mit wertvollen Beigaben, bestehend aus 43 Amuletten, einer vergoldeten Mumienmaske und fast 600 kleinen Begräbnisstatuen. Unter dem geborgenen Schatz auf einen Pharaonenfriedhof in der Provinz Dakahlija befinden sich ein Amulett, das eine göttliche Dreifaltigkeit mit den Göttern Amun, Horus und Nephthys zeigt, sowie eine Kartusche mit dem eingravierten Namen des Königs Psammeticus I.[36]

### Montag, 10. Februar 2014
- München/Deutschland: Peter Mayer tritt als Präsident des Automobilclubs ADAC zurück.[37]

### Dienstag, 11. Februar 2014
- Duisburg/Deutschland: Die Staatsanwaltschaft Duisburg erhebt Anklage gegen mutmaßliche Verantwortliche des Unglücks bei der Loveparade 2010.[38]
- Kampala/Uganda: Der US-amerikanische Botschafter Scott DeLisi ruft eine konkrete Terrorgefahr für Uganda durch die Al-Shabaab aus und legt den US-amerikanischen Bürgern die Ausreise nahe.[39]
- Rehburg/Deutschland: Die Staatsanwaltschaft Hannover eröffnet ein Ermittlungsverfahren gegen den SPD-Politiker Sebastian Edathy wegen des Verdachtes auf kinderpornografisches Material.[40]
- Sigus/Algerien: Beim Absturz eines Militärtransporters des Typs Hercules C-130H-30 der Algerischen Luftstreitkräfte (Al Quwwat aljawwiya aljaza'eriiya) zwischen Umm al-Bawāqī und Constantine am Berg Djebel Fertas sterben mindestens 77 Passagiere. Ein Insasse überlebt schwer verletzt.[41]
- Washington, D.C./Vereinigte Staaten: US-Präsident Barack Obama lehnt das No-Spy-Abkommen der Europäischen Union ab, demzufolge Länder mit guten diplomatischen Beziehungen auf gegenseitiges Ausspionieren verzichten.[42]

### Mittwoch, 12. Februar 2014
- Karlsruhe/Deutschland: Der XII. Zivilsenat des Bundesgerichtshofs (BGH) urteilt, dass ein vom Unterhaltsberechtigten ausgehender einseitiger Kontaktabbruch gegenüber seinen volljährigen Kindern für eine Verwirkung seines Anspruchs auf Elternunterhalt allein regelmäßig nicht ausreicht (Az. XII ZB 607/12). Die erwachsenen Kinder müssen auch dann für die nach dem Sozialgesetzbuch erbrachten Leistungen für einen Heimaufenthalt ihrer Eltern aufkommen, wenn sie seit Jahren (hier 27 Jahre) keinen Kontakt mehr zueinander hatten.[43][44]
- Nanjing/China: Erstmals seit dem Ende des chinesischen Bürgerkriegs 1949 führen Delegationen der Volksrepublik China und der Republik China (Taiwan) offiziell Gespräche auf Regierungsebene. Die Leiter der Delegationen sind Zhang Zhijun (VR China) und Wang Yu Chi (Republik China).[45]

### Donnerstag, 13. Februar 2014
- Brüssel/Belgien: Die belgische Abgeordnetenkammer beschließt mit 86 zu 44 Stimmen bei 12 Enthaltungen einen Gesetzentwurf für die aktive Sterbehilfe für Kinder und Jugendliche. Das Gesetz begrenzt den Rahmen auf Kinder mit einer unheilbaren Krankheit und setzt die Zustimmung der Eltern voraus. Zuvor hatte der belgische Senat für das Gesetz gestimmt.[46]
- Philadelphia/Vereinigte Staaten: Der größte US-Kabelnetzbetreiber Comcast gibt die Übernahme des Konkurrenten Time Warner Cable (TWC) mit Sitz in New York City bekannt. Per Aktientausch kostet Comcast die Übernahme rund 45,2 Milliarden US-Dollar (umgerechnet 33,1 Milliarden Euro).[47]

### Freitag, 14. Februar 2014

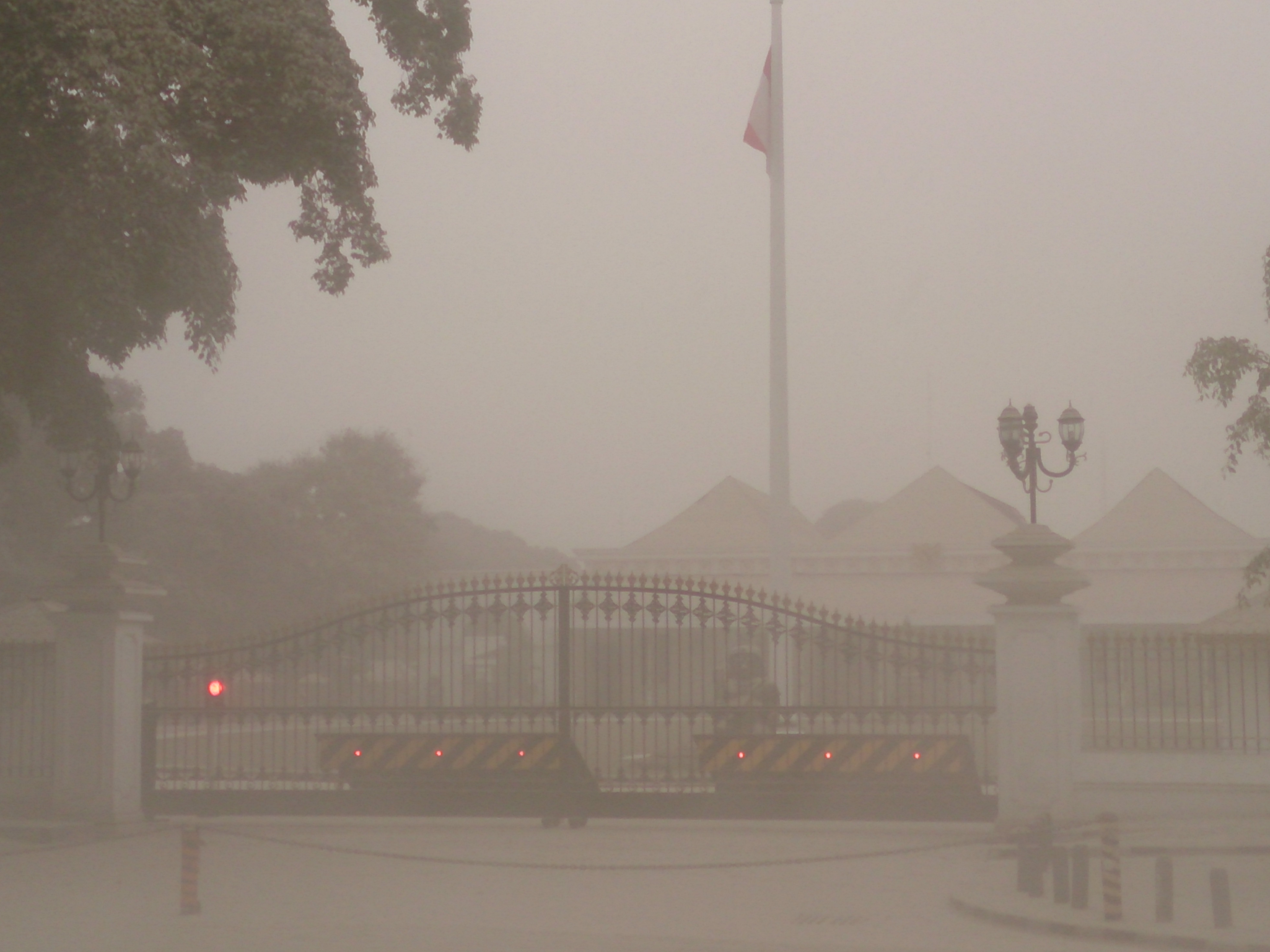
Ascheregen in Yogyakarta nach der Eruption des Keluts

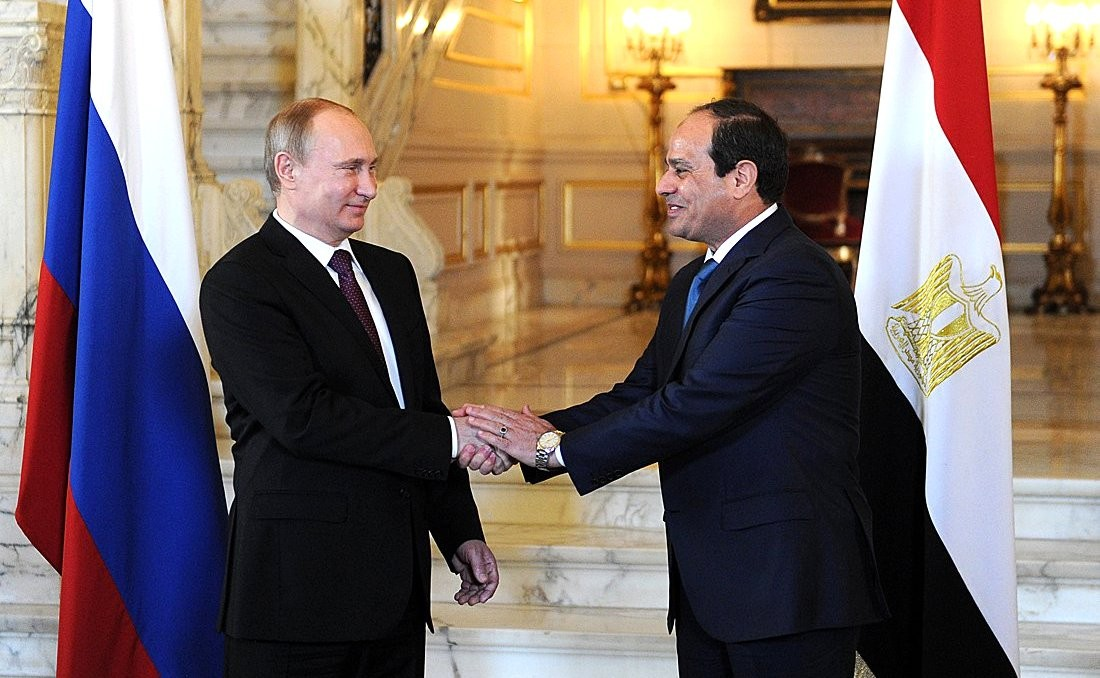
Vladimir Putin, Abd al-Fattah as-Sisi

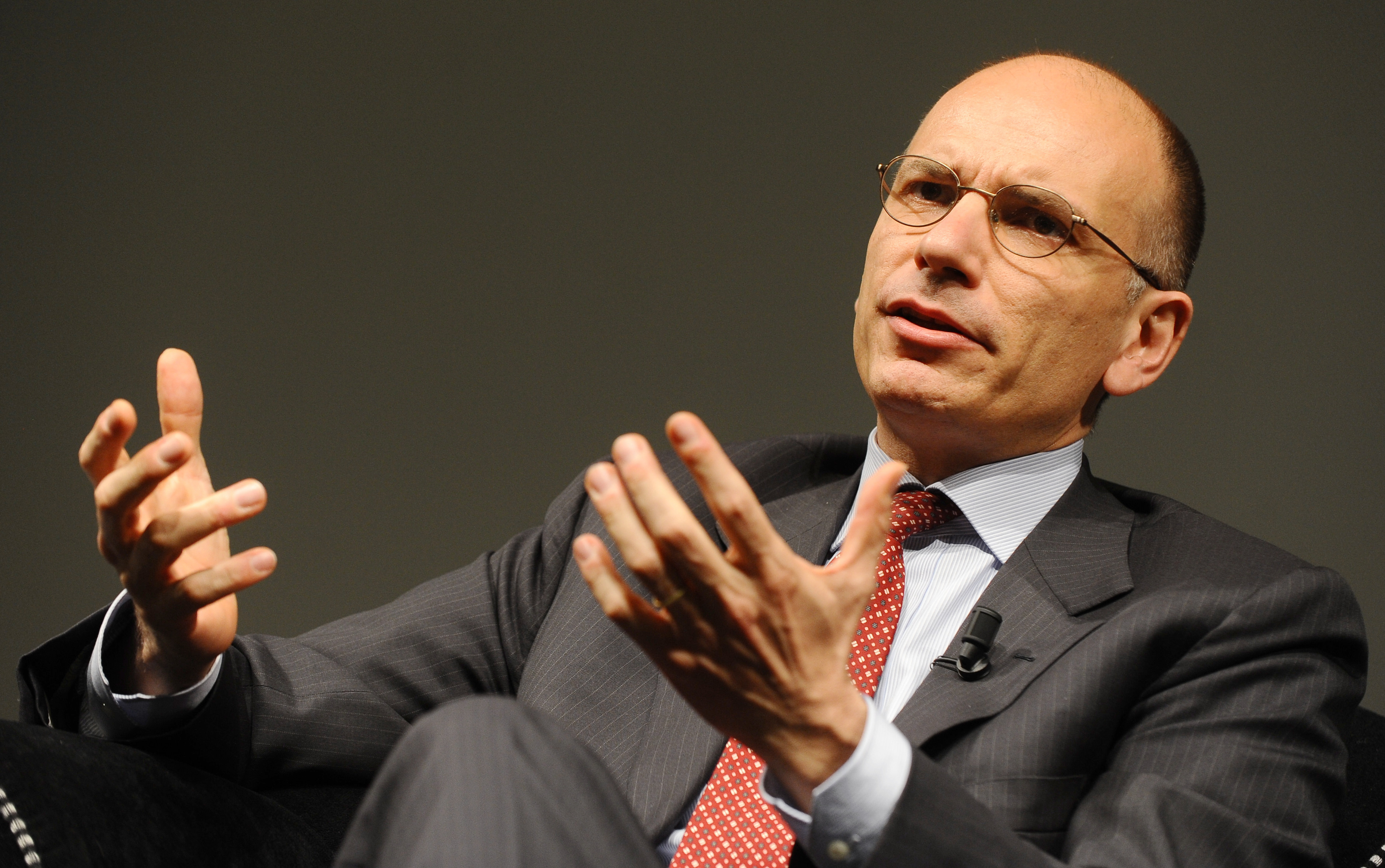
Enrico Letta

- Berlin/Deutschland: Hans-Peter Friedrich (CSU) erklärt seinen Rücktritt von seinem Amt als Bundesminister für Ernährung und Landwirtschaft. Im Fall um die Ermittlungen gegen den SPD-Politiker Sebastian Edathy steht Friedrich unter dem Verdacht des Geheimnisverrats während seiner Amtszeit als Bundesminister des Innern.[48][49]
- Kediri/Indonesien: Auf der indonesischen Insel Java ist der Vulkan Kelut ausgebrochen. Mehrere tausend Menschen befinden sich auf der Flucht. Die Flughäfen Achmad Yani (Semarang), Adisucipto (Yogyakarta), Adisumarmo (Surakarta) und Juanda (Surabaya) stellen aufgrund der dichten Aschewolken den Betrieb ein.[50]
- Kiew/Ukraine: Der Generalstaatsanwalt Wiktor Pschonka bestätigt die Freilassung von 234 Personen der Euromaidan-Proteste, die vom 23. Dezember 2013 bis 2. Februar 2014 verhaftet wurden. Eine Strafverfolgung werde nach einem Monat eingestellt, wenn die jetzt freigelassenen Personen die Bedingungen des von der Regierung verabschiedeten Amnestiegesetzes erfüllen.[51]
- Moskau/Russland: Die russische Tageszeitung Wedomosti berichtet nach einem Treffen zwischen Präsident Wladimir Putin und dem ägyptischen Oberkommandierenden der Streitkräfte Abd al-Fattah as-Sisi am 13. Februar über ein umfangreiches Rüstungsgeschäft. Danach sollen die ägyptischen Streitkräfte Rüstungsgüter im Umfang von drei Milliarden US-Dollar erhalten, darunter MiG-29M-Kampfflugzeuge, Mil Mi-35-Kampfhubschrauber und moderne Luftabwehrsysteme. Das Rüstungsgeschäft für Ägypten wird dabei von Saudi-Arabien und den Vereinigten Arabischen Emiraten finanziert.[52][53]
- Rom/Italien: Der italienische Ministerpräsident Enrico Letta tritt nach weniger als zehn Monaten von seinem Amt zurück, nachdem ihm die Partito Democratico (PD) unter dem Parteivorsitzenden Matteo Renzi die Unterstützung verweigert.[54]

### Samstag, 15. Februar 2014
- Berlin/Deutschland: Die Jury der 64. Internationalen Filmfestspiele Berlin zeichnet den Film Feuerwerk am helllichten Tage von Regisseur Diao Yinan als besten Beitrag des Festivals mit dem Goldenen Bären aus.[55]
- Genf/Schweiz: Die zweite Verhandlungsrunde mit Vertretern der syrischen Bürgerkriegsparteien unter Vermittlung von Lakhdar Brahimi, Sonderbeauftragter der Vereinten Nationen und der Arabischen Liga, endet ergebnislos.[56]

### Sonntag, 16. Februar 2014
- Arghakhanchi/Nepal: Bei einem Absturz eines Passagierflugzeugs vom Typ De Havilland DHC 6-300 der Nepal Airlines kommen 18 Insassen ums Leben.[57][58]
- Benoni/Südafrika: In einer stillgelegten Goldmine (New Kleinfontein 6) sind nach einem Stolleneinbruch mehr als 200 illegal tätige Minenarbeiter verschüttet worden.[59][60]
- Colón/Panama: Das im Juli 2013 wegen nicht deklarierter Rüstungsgüter festgesetzte nordkoreanische Frachtschiff Chong Chon Gang hat Panama mit Kurs auf Kuba verlassen. Drei Besatzungsmitglieder verbleiben in Haft und die Rüstungsgüter, darunter auch zwei kubanische MiG-21bis-Kampfflugzeuge, 15 Tumanski Turbojet-Triebwerke für die MiG-21 und neun Flugabwehrraketen für das System S-125 Newa/Petschora verbleiben bis zu einer Gerichtsentscheidung unter der Kontrolle Panamas.[61][62]
- Taba (Ägypten): Bei einem Sprengstoffanschlag auf einen Bus werden vier südkoreanische Touristen und der ägyptische Fahrer getötet. Weitere 14 Personen werden verletzt. Die Touristen haben das Katharinenkloster besucht und sind auf der Rückfahrt nach Eilat in Israel gewesen.[63] Zwei Tage später bekennt sich die islamistische Untergrundorganisation Ansar Bait al-Maqdis zu dem Anschlag.[64]
- Tokio/Japan: Bei heftigen Schneefällen in den östlichen Landesteilen sind zwölf Menschen ums Leben gekommen und 1500 Personen verletzt worden. Mehrere Tausend Haushalte sind ohne Stromversorgung. Nach Angaben der Fluggesellschaft All Nippon Airways (ANA) sind insgesamt 338 Inlandsflüge und zwölf internationale Flüge ausgefallen. Bei einer Kollision zweier Züge bei Kawasaki werden 20 Zuginsassen verletzt.[65]

### Montag, 17. Februar 2014
- Berlin/Deutschland: Als Nachfolger des in Zusammenhang mit der Edathy-Affäre zurückgetretenen Bundesministers Hans-Peter Friedrich (CSU) wurde der bisherige parlamentarische Staatssekretär im Bundesministerium für wirtschaftliche Zusammenarbeit und Entwicklung Christian Schmidt (CSU) zum neuen Bundesminister für Ernährung und Landwirtschaft ernannt.[66]
- Genf/Schweiz: Eine Untersuchungskommission der Vereinten Nationen zu den Menschenrechten in Nordkorea unter Führung von Michael Kirby, berichtet im Auftrag des UN-Menschenrechtsrats über die Menschenrechtssituation in Nordkorea und wirft der Staatsführung Verbrechen gegen die Menschlichkeit vor und empfiehlt ein Verfahren vor dem Internationalen Strafgerichtshof. Der Bericht stützt sich auf Aussagen von mehr als 80 aus dem Land geflohenen Personen.[67][68]
- Gyeongju/Südkorea: Im Mauna Ocean Resort bricht während einer Studentenfeier der Universität Busan eine Hallendecke aufgrund der Schneemassen ein. Acht Studenten werden getötet und 75 verletzt, darunter 15 schwer.[69]
- Maiduguri/Nigeria: In dem von Christen bewohnten Dorf Izge Rana (Izghe) im Bundesstaat Borno werden bei einem Angriff der islamistischen Boko Haram mindestens 90 Einwohner getötet.[70][71]
- München/Deutschland: Nach einer Überprüfung durch die Wirtschaftsprüfungsgesellschaft Deloitte Deutschland hat der Automobilklub ADAC die Manipulation der Ergebnisse zur Vergabe des Autopreises „Gelber Engel“ seit mindestens 2009 bestätigt. Die mit dem Preis bedachten deutschen Autohersteller gaben bekannt, die Auszeichnungen zurückzugeben.[72][73]

### Dienstag, 18. Februar 2014

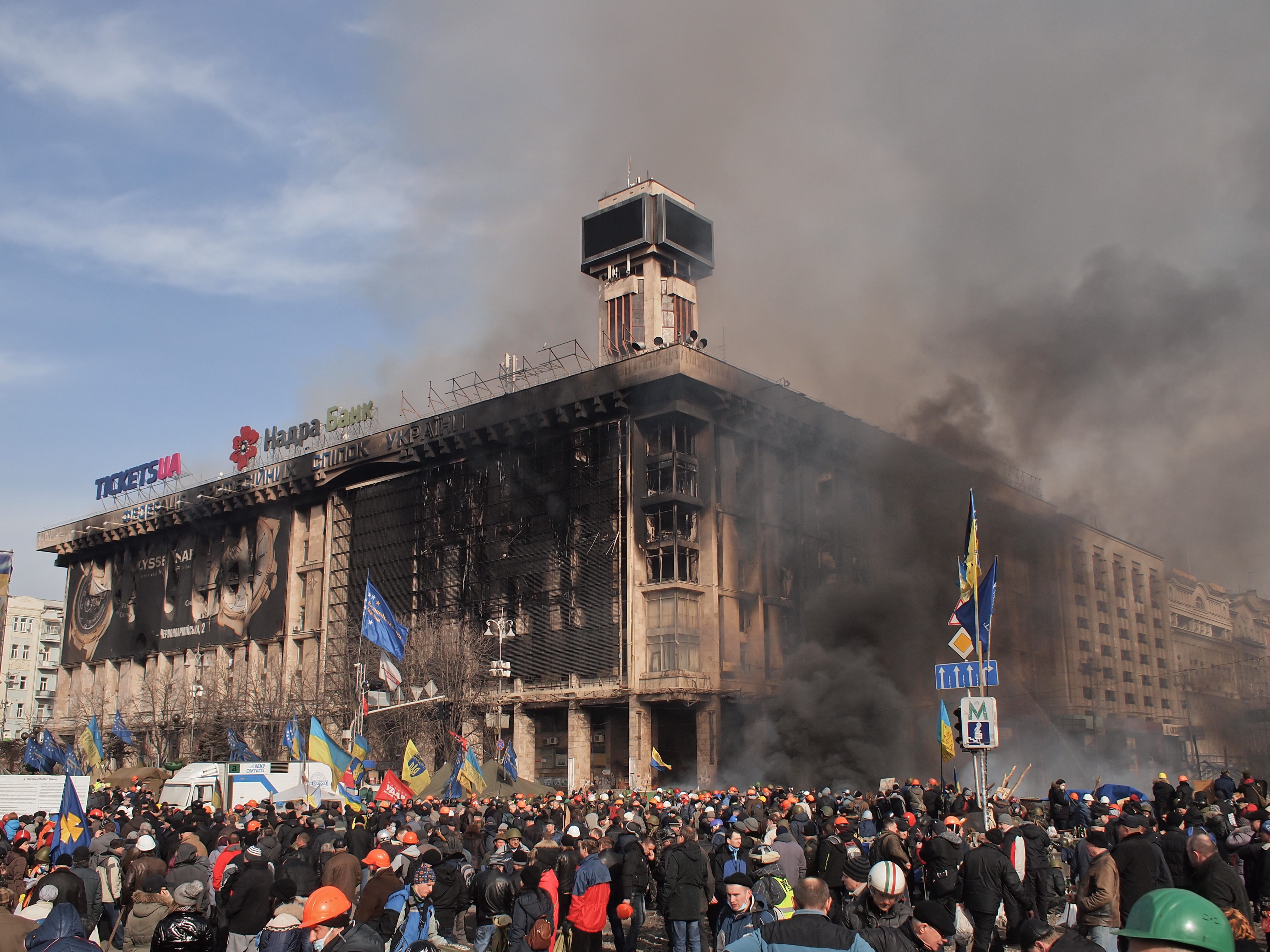
Euromaidan-Demonstranten in Kiew

- Bangkok/Thailand: Bei wiederholten Protesten gegen die Regierung werden drei Demonstranten und ein Polizist getötet. 60 Personen werden verletzt. In der Hauptstadt befinden sich rund 15.000 Sicherheitskräfte im Einsatz.[74]
- Bonn/Deutschland: Das Bundeskartellamt hat gegen die drei deutsche Zuckerproduzenten Nordzucker, Pfeifer & Langen und Südzucker sowie gegen sieben persönlich Verantwortliche wegen wettbewerbsbeschränkender Gebiets-, Quoten- und Preisabsprachen Bußgelder von insgesamt rund 280 Millionen Euro verhängt.[75][76]
- Frankfurt am Main/Deutschland: Das Oberlandesgericht Frankfurt am Main hat den früheren Bürgermeister von Kiziguru (Distrikt Gatsibo) in Ruanda, Onesphore Rwabukombe, wegen Beihilfe zum Völkermord in Ruanda zu einer Freiheitsstrafe von 14 Jahren Haft verurteilt. Nach Angaben des vorsitzenden Richters Thomas Sagebiel sah das Gericht eine Mittäterschaft an der Ermordung von 1200 Tutsi auf dem Gelände der katholischen Kirche von Kiziguru. Rwabukombe war 2002 nach Deutschland geflüchtet und hatte Asyl beantragt.[77][78]
- Kiew/Ukraine: Bei schweren Straßenkämpfen der Euromaidan-Demonstranten mit den Sicherheitskräften werden 11 Demonstranten getötet und über 185 verletzt. Sieben Polizisten kommen ums Leben und mindestens 135 Sicherheitskräfte werden verletzt.[79][80][81]
- Rülzheim/Deutschland: Die Staatsanwaltschaft Frankenthal gibt bekannt, dass ein Raubgräber goldene Verzierungen eines zeremoniellen Gewands, einen großen Silberteller, eine Silberschale sowie Reste eines vergoldeten und versilberten Klappstuhls vermutlich aus dem 5. Jahrhundert entdeckt hat. Die Schmuckstücke sollen über eine Million Euro wert sein.[82]

### Mittwoch, 19. Februar 2014
- Bonn/Deutschland: Die Bundesnetzagentur hat gegen drei Telekommunikationsunternehmen (darunter Telefónica Germany (O2) und Vodafone) Bußgelder in Höhe von insgesamt 225.000 Euro verhängt. Nach Angaben des Präsidenten der Bundesnetzagentur Jochen Homann, haben die drei Anbieter wiederholt ihre gesetzlichen Pflichten beim Anbieterwechsel verletzt.[83][84]
- Kiew/Ukraine: In eine Rede an die Nation hat der ukrainische Präsident Wiktor Janukowytsch der Opposition den Kampf angesagt. „Ohne jedes Mandat des Volkes, illegal und gegen die Verfassung der Ukraine sind diese Politiker zu dem Versuch übergegangen, die Macht mit Pogromen, Brandstiftung und Mord an sich zu reißen.“, erklärte Janukowitsch. Nach Angaben des Verteidigungsministeriums haben Soldaten nach Artikel 15 des Anti-Terror-Gesetzes ab sofort das Recht, Schusswaffen einzusetzen und Personen festzunehmen. Der Inlandsgeheimdienst Sluschba bespeky Ukrajiny (SBU) hat den Regierungsgegnern „konkrete terroristische Akte“ vorgeworfen.[85][86] Am Abend wird bekannt, dass der Befehlshaber der Seestreitkräfte Admiral Jurij Iwanowytsch Iljin den bisherigen Generalstabschef Wolodimir Samana ablöst.[87]
- Menlo Park/USA: Das US-amerikanische Internetunternehmen Facebook Inc. gab die Übernahme des US-amerikanischen Instant-Messaging-Anbieters WhatsApp Inc. für insgesamt 19 Milliarden US-Dollar (13,81 Milliarden Euro), gestückelt in 4 Milliarden bar sowie Facebook-Aktien im Restwert, bekannt.[88][89]

### Donnerstag, 20. Februar 2014
- Berlin/Deutschland: Mit 498 Ja-Stimmen, 17 Enthaltungen und 84 Nein-Stimmen hat der Deutsche Bundestag letztmals die Fortsetzung der Beteiligung bewaffneter deutscher Streitkräfte an der NATO-geführten International Security Assistance Force (ISAF) bis zum 31. Dezember 2014 mit bis zu 3.300 Soldaten beschlossen.[90]
- Bonn/Deutschland: Die Bundesministerin der Verteidigung Ursula von der Leyen (CDU) entlässt Staatssekretär Stéphane Beemelmans. Er soll demnach nicht schlüssig erklärt haben, wie es zu den Kostensteigerungen und Verzögerungen bei zentralen Rüstungsvorhaben der Bundeswehr kommen konnte. Bereits Mitte Dezember 2013 wurde der Staatssekretär Rüdiger Wolf durch Gerd Hoofe abgelöst.[91]
- Bonn/Deutschland: In einem der größten Zusammenschlüsse im deutschen Krankenhausmarkt hat das Bundeskartellamt die Übernahme von 40 Kliniken und 13 Medizinische Versorgungszentren der Rhön-Klinikum durch die private Klinikgruppe Helios Kliniken genehmigt. Helios verfügt bisher über 72 Kliniken und ist eine Tochtergesellschaft des Fresenius-Konzerns.[92][93]
- Brüssel/Belgien: In einer Sondersitzung der Außenminister der Europäischen Union einigten sich die Teilnehmer auf Sanktionen gegen die ukrainische Führung, die sehr schnell umgesetzt werden sollen, erklärte die italienische Außenministerin Emma Bonino. Genannt werden Einreiseverbote sowie das Einfrieren von Bankkonten. In Kiew verhandeln unterdessen die Außenminister Frank-Walter Steinmeier (Deutschland), Laurent Fabius (Frankreich) und Radosław Sikorski (Polen) mit der ukrainischen Regierung von Präsident Wiktor Janukowytsch und mit Vertretern der Oppositionsbewegungen.[94]
- Kiew/Ukraine: Bei bürgerkriegsähnlichen Auseinandersetzungen sind auch durch den Einsatz von scharfer Munition mehrere Personen ums Leben gekommen. Sicherheitskräfte, darunter auch die Spezialeinheit Berkut, setzen erneut Wasserwerfer, Tränengas und Blendgranaten gegen die Euromaidan-Demonstranten ein. Scharfschützen haben sich am Unabhängigkeitsplatz postiert. Die Regierungsgegner nehmen 67 Polizisten als Geiseln. Sowohl die Europäische Union als auch Russland versuchen zu vermitteln. Der erst Mitte Dezember 2013 eingesetzte Bürgermeister von Kiew, Volodymyr Makeienko hat aus Protest die regierende Partei der Regionen verlassen. Die ukrainische Ski-Alpin-Fahrerin Bohdana Mazjozka und ihr Trainer haben ihre weitere Teilnahme bei den Olympischen Winterspielen in Russland wegen der Ereignisse in ihrer Heimat abgesagt.[95][96]
- Miranshah/Pakistan: Bei Angriffen der pakistanischen Luftwaffe auf mindestens sechs mutmaßliche Stützpunkte der Terrororganisation Tehrik-i-Taliban Pakistan (TTP) in Nordwasiristan werden mindestens 35 Personen getötet.[97][98]
- Tripolis/Libyen: Bei der Wahl der Mitglieder zur verfassunggebenden Versammlung überschatten Angriffe von Extremisten die Abstimmung. Die Wahlbeteiligung bleibt bescheiden.[99]

### Freitag, 21. Februar 2014

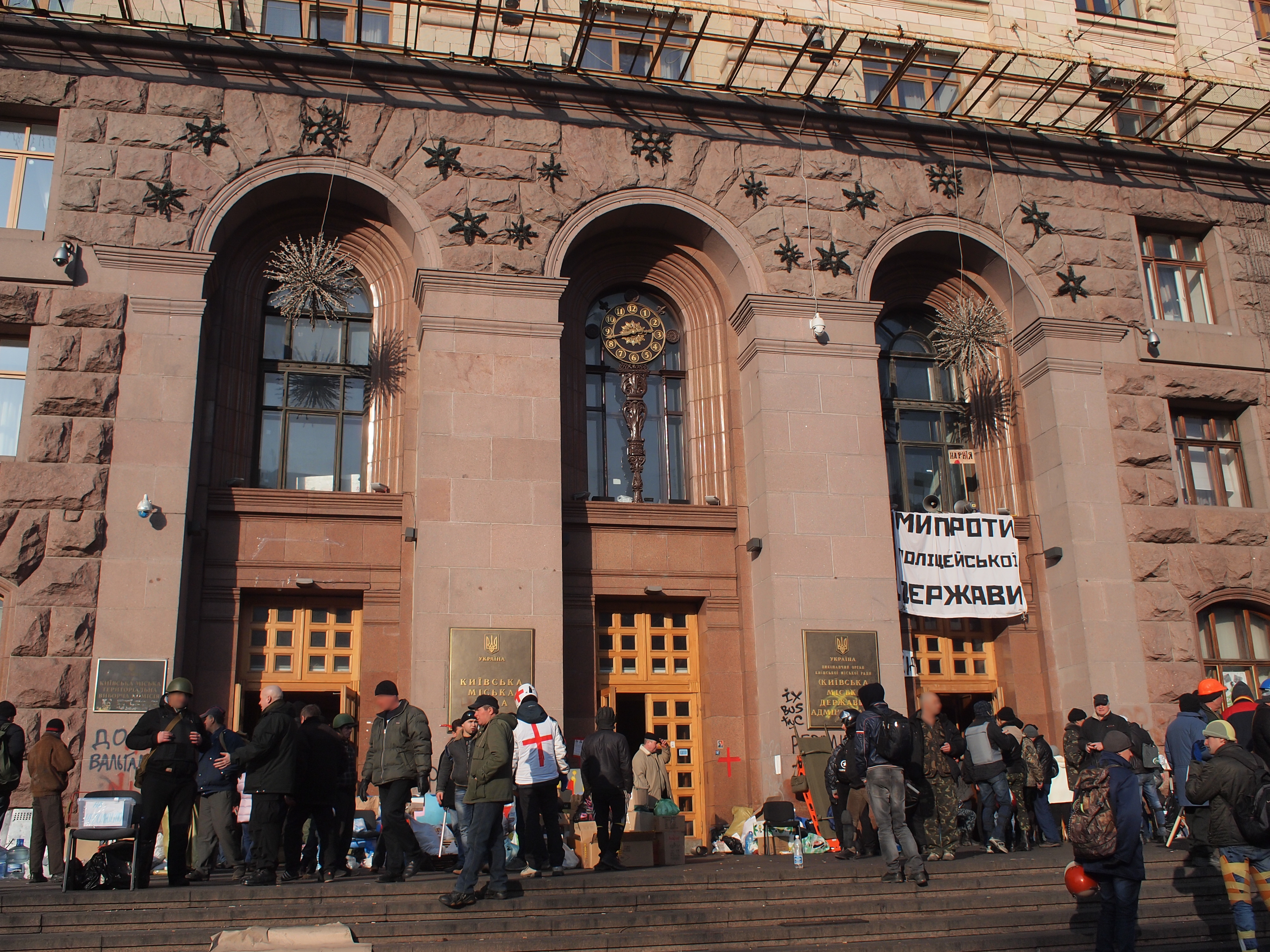
Kiewer Rathaus, besetzt von Euromaidan-Demonstranten

- Berlin/Deutschland: Der Deutsche Bundestag stimmt mit 463 von 588 anwesenden Abgeordneten für eine Änderung des Abgeordnetengesetzes, in dem die Diäten der Abgeordneten bis Ende 2014 in zwei Schritten um rund 10 Prozent auf 9082 Euro im Monat steigen. Ab 2016 sollen die Diäten sich an die Entwicklung der Bruttolöhne anpassen.[100][101]
- Kiew/Ukraine: Nach Vermittlung der Europäischen Union unterzeichnen Staatspräsident Wiktor Janukowytsch und die Oppositionspolitiker Arsenij Jazenjuk, Vitali Klitschko, Oleh Tjahnybok und die Außenminister von Deutschland Frank-Walter Steinmeier und Polen Radosław Sikorski im Präsidentenpalast eine umgehende Vereinbarung zur Krisenlösung. Nach Verhandlungen mit der Opposition soll ein Interimsabkommen zur politischen Zukunft der Ukraine umgesetzt werden. In einem ersten Schritt stimmten insgesamt 386 Abgeordnete, darunter auch 140 Abgeordnete der regierenden Partei der Regionen, in der 450 Sitze zählenden Werchowna Rada für die Einführung der früheren Verfassung aus dem Jahr 2004 bis zur geplanten Verabschiedung einer neuen Verfassung im Herbst 2014. Gemäß dem Abkommen soll es innerhalb von 10 Tagen eine neue Regierung des „nationalen Vertrauens“ geben und auch vorgezogene Präsidentschaftswahlen sind im Jahr 2014 geplant. Das ukrainische Parlament stimmte zudem mit 336 der 450 Abgeordneten für die sofortige Absetzung von Innenminister Witalij Sachartschenko, den die Opposition für den Einsatz von Schusswaffen gegen die Euromaidan-Demonstranten verantwortlich machen. Der stellvertretende Generalstabschef Juri Dumanski ist zurückgetreten, da er befürchtete, dass die ukrainischen Soldaten per Kriegsrecht gegen Zivilisten eingesetzt werden könnten. Bereits vor zwei Tagen wurden Soldaten der 25. Luftlandebrigade aus Tscherkaske, der 79. Luftlandebrigade aus Mykolajiw und Einheiten der Marineinfanterie in Richtung Kiew in Marsch gesetzt.[102][103][104]
- Reykjavík/Island: Die isländischen Regierungsparteien einigen sich auf ein Gesetzesvorhaben, nach dem ohne Referendum die 2010 eingereichte Kandidatur auf einen Beitritt zur Europäischen Union wieder zurückgezogen werden soll. Streitpunkt ist insbesondere die Fischereipolitik, da die EU mehr Zugeständnisse an den Tier- und Umweltschutz fordert.[105]
- Sotschi/Russland: Bei den Olympischen Winterspielen werden die deutsche Biathletin Evi Sachenbacher-Stehle und der italienische Bobfahrer William Frullani des Dopings überführt.[106][107]

### Samstag, 22. Februar 2014

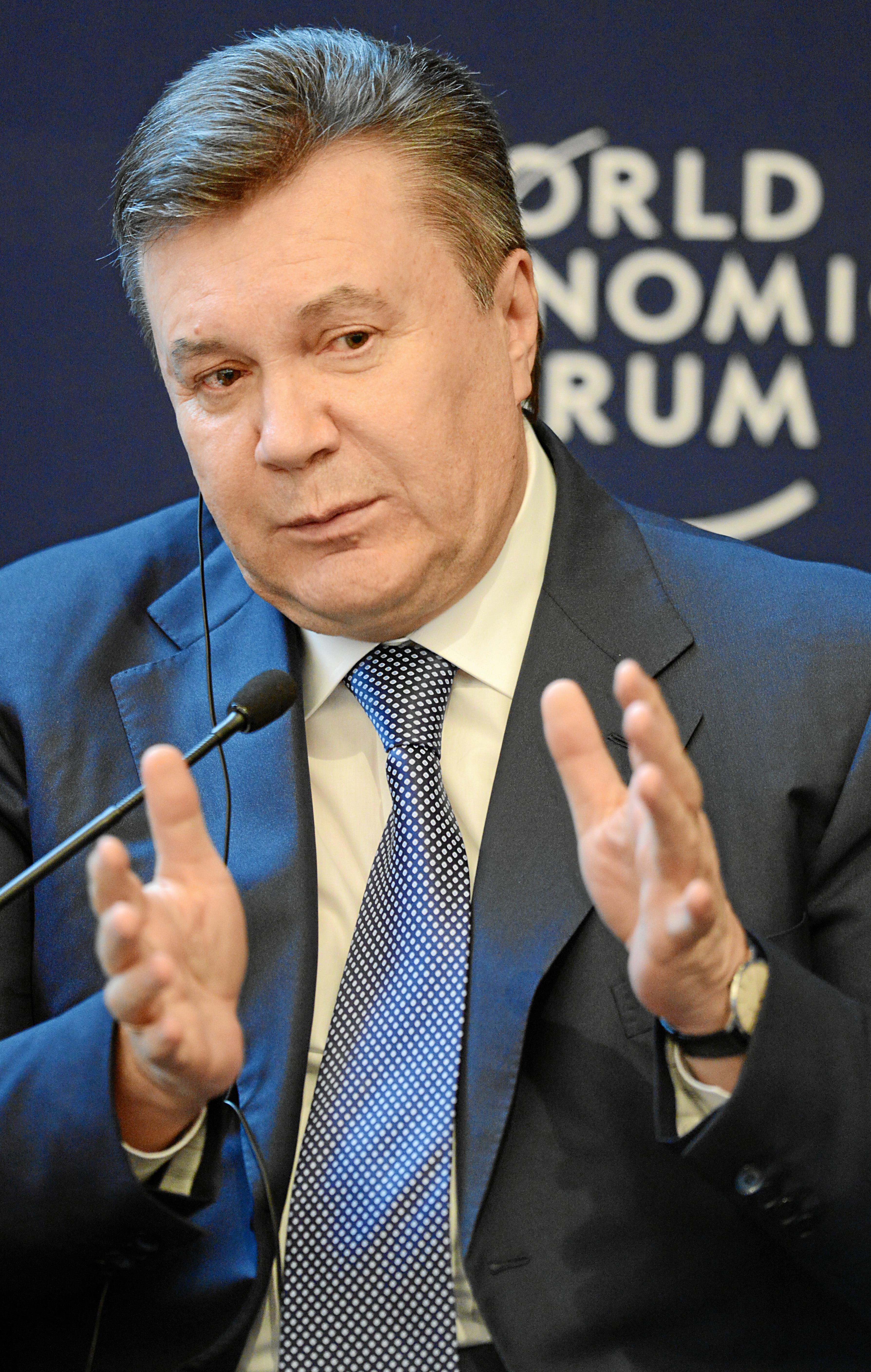
Wiktor Janukowytsch

- Caracas/Venezuela: Bei anhaltenden Sozialprotesten gegen die hohe Inflation sind 9 Personen umgekommen und 137 verletzt worden.[108]
- Charkiw/Ukraine: Präsident Wiktor Janukowytsch (PR) ist nach Charkiw geflohen und lehnt einen Rücktritt von seinem Amt ab. Er erklärt, das Land erlebe einen Staatsstreich und „alles, was derzeit in diesem Parlament geschieht, ist Banditentum“ und „wir sehen die Wiederholung des nationalsozialistischen Umsturzes der 1930er Jahre in Deutschland.“ Der neue Parlamentspräsident Oleksandr Turtschynow teilt der Presse mit, Janukowytsch habe versucht, ein Flugzeug nach Russland zu nehmen, sei aber daran gehindert worden. Er soll sich nahe der Stadt Donezk aufhalten.[109]
- Kiew/Ukraine: Die Werchowna Rada beschließt mit 275 der 324 anwesenden Abgeordneten die sofortige Freilassung der inhaftierten früheren Präsidentin und Parteivorsitzenden der Allukrainischen Vereinigung „Vaterland“ Julija Tymoschenko, die am Abend auf dem Maidan eine Rede hält und bereits ankündigt, wieder bei Präsidentschaftswahlen zu kandidieren. Die Werchowna Rada hat am Nachmittag mit 328 Abgeordneten für eine Amtsenthebung von Präsident Wiktor Janukowytsch gestimmt. Mit 288 von 326 abgegebenen Stimmen ist zudem Oleksandr Turtschynow zum neuen Parlamentspräsidenten und bis zu den vorgezogenen Neuwahlen Arsen Awakow zum neuen Innenminister bestimmt worden. Für den 25. Mai 2014 sind Parlamentswahlen vorgesehen.[109][110]
- Mazatlán/Mexiko: Der Drogenboss des Sinaloa-Kartells, El Chapo, wird in einer gemeinsamen Operation von mexikanischen Marineinfanteristen und der US-amerikanischen Antidrogenbehörde DEA festgenommen.[111][112]
- New York/Vereinigte Staaten: In einem von Australien, Jordanien und Luxemburg erarbeiteten Resolutionsentwurf stimmt der Sicherheitsrat der Vereinten Nationen einstimmig für die „sofortige Aufhebung der Belagerung“ von Städten in Syrien und die sofortige Einstellung von Angriffen auf Zivilisten in dem andauernden dortigen Bürgerkrieg. Zudem sollen Hilfsorganisationen zu Bedürftigen ungehinderten Zugang bekommen.[113]
- Rom/Italien: Matteo Renzi (PD) ist als neuer Präsident des Ministerrats von Staatspräsident Giorgio Napolitano vereidigt worden. Ebenso ist sein Kabinett vereidigt worden, welchem acht Ministerinnen und acht Minister angehören. Darunter sind Vizeministerpräsident Angelino Alfano (NCD), Außenministerin Federica Mogherini, Verteidigungsministerin Roberta Pinotti und Finanzminister Pier Carlo Padoan.[114]
- Vatikanstadt: Papst Franziskus verleiht in seiner ersten Kardinalskreierung insgesamt 19 Geistlichen aus aller Welt die Kardinalswürde. Darunter befindet sich auch der bisherige Kurienerzbischof Gerhard Ludwig Müller aus Deutschland.[115]

### Sonntag, 23. Februar 2014
- Ghaziabad/Afghanistan: Bei einem der schwersten Angriffe der Taliban auf Checkpoints der afghanischen Nationalarmee in der Provinz Kunar nahe der Grenze zu Pakistan werden 21 Soldaten getötet und weitere sechs Soldaten vermisst.[116][117]
- Kiew/Ukraine: Die Werchowna Rada hat mit 285 Ja-Stimmen der Abgeordneten den am Vortag gewählten Parlamentspräsidenten Oleksandr Turtschynow von der Allukrainische Vereinigung „Vaterland“ auch zum Übergangspräsidenten als Nachfolger von Wiktor Janukowytsch ernannt.[118][119]
- Sydney/Australien: Die Finanzminister und die Präsidenten der Zentralbanken der Gruppe der zwanzig wichtigsten Industrie- und Schwellenländer (G-20) planen für die nächsten fünf Jahre rund zwei Prozent zusätzliches Wachstum, was real mehr als zwei Billionen US-Dollar entspricht. Zudem soll es einen kontinuierlichen Dialog über geldpolitische Maßnahmen geben. In der Abschlusserklärung heißt es außerdem „Gewinne sollten da versteuert werden, wo sie erwirtschaftet werden“.[120][121]

### Montag, 24. Februar 2014
- Jerusalem/Israel: Bei den 5. deutsch-israelischen Regierungskonsultationen besucht Bundeskanzlerin Angela Merkel (CDU) mit 13 von 15 Bundesministern die israelische Regierung unter Ministerpräsident Benjamin Netanjahu (Likud). Bei einer gemeinsamen Kabinettssitzung werden in 19 Politikbereichen entsprechende Kooperationsabkommen unterzeichnet. Bei den gemeinsamen Gesprächen ist der Nahostkonflikt und das iranische Atomprogramm eines der Themen.[122]
- Kairo/Ägypten: Die Übergangsregierung unter Premierminister Hasim al-Beblawi (SDP) ist überraschend zurückgetreten. Darunter auch Verteidigungsminister Abd al-Fattah as-Sisi, der nach Medienberichten weiterhin eine Präsidentschaftskandidatur nicht ausschließt.[123]
- Kampala/Uganda: Präsident Yoweri Museveni (NRM) unterzeichnet ein im Dezember 2013 vom Parlament beschlossenes Gesetz, in dem Homosexuelle eine lebenslange Haftstrafe droht, wenn sie „Wiederholungstäter“ sind und es untersagt die „Förderung von Homosexualität“ in der Öffentlichkeit. Bei gleichgeschlechtlichem Sex mit Minderjährigen oder einem HIV-positiven Menschen droht ebenfalls die lebenslange Haftstrafe. Die Hohe Kommissarin der Vereinten Nationen für Menschenrechte, Navanethem Pillay, erklärt: „Die Ablehnung von Homosexualität durch einige Menschen kann niemals die Verletzung fundamentaler Menschenrechte anderer rechtfertigen“.[124]
- Melilla/Spanien: Bei einem gleichzeitigen Ansturm von rund 500 afrikanischen Flüchtlingen an mehreren Stellen der Grenzabsperrungen (darunter ein sieben Meter hoher Stacheldrahtzaun) sind nach Angaben des marokkanischen Innenministeriums mindestens 27 Menschen verletzt worden, unter ihnen auch 13 marokkanische Sicherheitskräfte. Rund 150 Afrikanern gelang die Flucht auf EU-Territorium. Bereits am 14. Februar 2014 gelang es rund 100 mit Schlagstöcken und Steinen bewaffnete Migranten die Grenze zu überqueren.[125][126]

### Dienstag, 25. Februar 2014
- Ghuta/Syrien: Im syrischen Bürgerkrieg berichtet die staatliche Nachrichtenagentur Sana von einem durch die Armee durchgeführten Hinterhalt bei dem 175 Rebellen getötet werden. Diese sollen der islamistischen Rebellenorganisationen al-Nusra-Front und Liwa al-Islam angehören und stammen aus Katar, Saudi-Arabien und Tschetschenien in Russland. Die Syrische Beobachtungsstelle für Menschenrechte (SOHR) berichtet von mindestens 70 getöteten und 89 bei der Ortschaft Otaiba (Otaye) vermissten Kämpfern.[127]

### Mittwoch, 26. Februar 2014

Zehn Kleinst- und Kleinparteien gewinnen im Rechtsstreit mit dem Deutschen Bundestag

- Berlin/Deutschland: Die Staatsanwaltschaft Berlin beantragt gegen den am 17. Februar zurückgetretenen Bundesminister für Ernährung und Landwirtschaft und früheren Bundesminister des Innern Hans-Peter Friedrich (CSU) ein Ermittlungsverfahren wegen des Verdachts auf Weitergabe von Dienstgeheimnissen im Zusammenhang mit der Edathy-Affäre sowie die Aufhebung der politischen Immunität.[128]
- Karlsruhe/Deutschland: Der Zweite Senat des Bundesverfassungsgerichts bewertet die Drei-Prozent-Sperrklausel im Europawahlrecht (§ 2 Abs. 7 EuWG) als schwerwiegenden Eingriff in die Wahlrechtsgrundsätze, die unter den gegebenen rechtlichen und tatsächlichen Verhältnissen nicht zu rechtfertigen ist. Den Antrag stellten mehrere kleinere Parteien in Deutschland, der Deutsche Bundestag vertrat die Gegenseite. Die nächste Europawahl findet im Mai statt.[129]

### Donnerstag, 27. Februar 2014
- Hannover/Deutschland: Der Vorsitzende Richter der 2. Großen Strafkammer des Landgerichts Hannover, Frank Rosenow, sprach im sogenannten Wulff-Prozess den Bundespräsidenten a. D. Christian Wulff (CDU) von dem Vorwurf der Vorteilsannahme und den mitangeklagten Filmmanager David Groenewold frei (Az. 40 KLs 6/13 4212 Js 27683/13).[130]
- London/Vereinigtes Königreich: Die britische Zeitung The Guardian berichtet anhand von Dokumenten des US-amerikanischen Whistleblowers Edward Snowden über den Nachrichtendienst GCHQ. Dieser soll über ein Programm mit Namen „Optic Nerve“ von 2008 bis 2010 willkürlich und millionenfach Webcam-Aufnahmen von Nutzern des Internetportals Yahoo gespeichert haben. Die Metadaten der Videoaufnahmen dienten demnach auch zur Standortbestimmung der Videochat-Nutzer und für Testsysteme zur automatischen Gesichtserkennung.[131][132]
- Simferopol/Ukraine: Nach Angaben des Premierministers der Autonomen Republik Krim, Anatolij Mohiljow, haben rund 30 bis 50 bewaffnete Personen das Parlamentsgebäude und das Gebäude der Regionalregierung besetzt und die russische Fahne auf dem Dach gehisst. In einer nichtöffentlichen Sitzung des Obersten Rates der Krim unmittelbar nach der Besetzung stimmen 61 von 64 anwesenden Abgeordneten für ein Referendum zur Erweiterung der Vollmachten der Autonomie innerhalb der Ukraine mit ihrer neuen Regierung unter Arsenij Jazenjuk von der AVV. Das Referendum soll am 25. Mai 2014 stattfinden.[133][134]

### Freitag, 28. Februar 2014

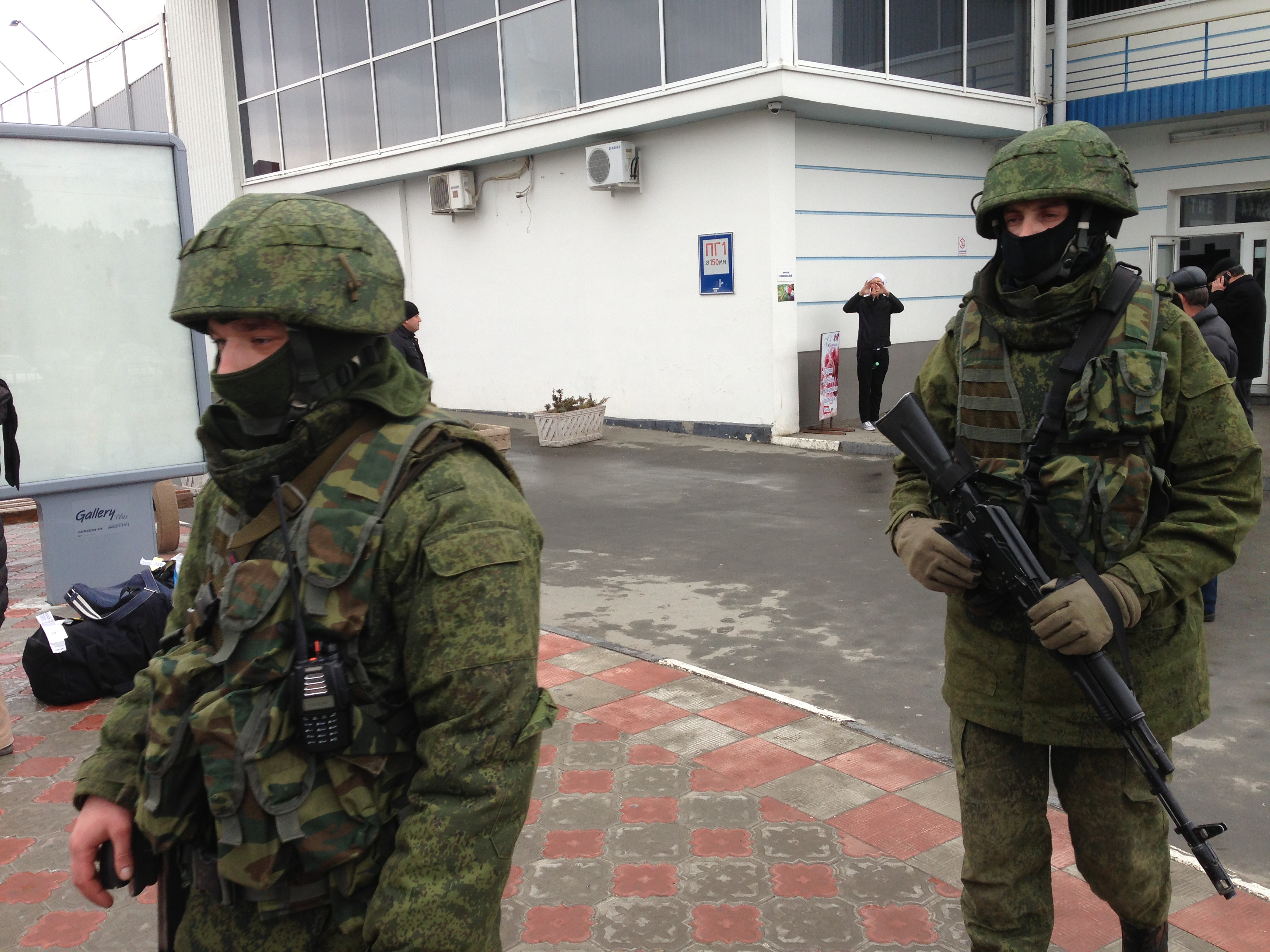
Kämpfer ohne Hoheitsabzeichen, örtlich als „grüne Männchen“ bezeichnet, auf der Krim

- Krim/Ukraine: Rund 50 unbekannte bewaffnete Personen besetzten zeitweise den Flughafen Simferopol International. Russland hat zudem 13 Militärtransporter vom Typ Iljuschin Il-76 mit insgesamt rund 2000 Soldaten auf die Krim verlegt. Der ukrainische Interimspräsident Oleksandr Turtschynow spricht nach Angaben der Nachrichtenagentur dpa von einer „militärischen Invasion“ unter dem Deckmantel eines Militärmanövers. Das Außenministerium protestiert auch gegen die Verletzung des ukrainischen Luftraumes durch elf Kampfhubschrauber vom Typ Mil Mi-24 und gegen Aufenthaltsverstöße von Soldaten der russischen Schwarzmeerflotte, die einen Posten der ukrainischen Grenzpolizei festsetzen.[135]
- Moskau/Russland: Russland bietet den Angehörigen der auf der Krim stationierten und faktisch aufgelösten ukrainischen Sondereinheit Berkut über das Generalkonsulat in Simferopol neue russische Pässe an.[136]
- Peking/China: Das Ministerium für Öffentliche Sicherheit gibt bekannt, dass die Behörden bereits am 19. Februar 2014 in einer koordinierten Aktion in 27 Provinzen vier Kinderhändlerringe bei Razzien aufdeckte und dabei 1094 Personen festnahm und 382 Kleinkinder befreien konnte.[137][138]
- Rostow/Russland: Der ehemalige Präsident der Ukraine Wiktor Janukowytsch gibt in Russland eine Pressekonferenz und erhebt weiterhin Anspruch auf das Präsidialamt. Die ukrainische Generalstaatsanwaltschaft ermittelt unterdes gegen Janukowytsch wegen „Massenmordes“. Die Schweiz und Österreich haben die Konten von mehreren Mitgliedern der früheren ukrainischen Staatsführung gesperrt, darunter die von Wiktor Janukowytsch und seinem Sohn Oleksandr Janukowytsch, denen Geldwäsche vorgeworfen wird.[139]

## Weblinks

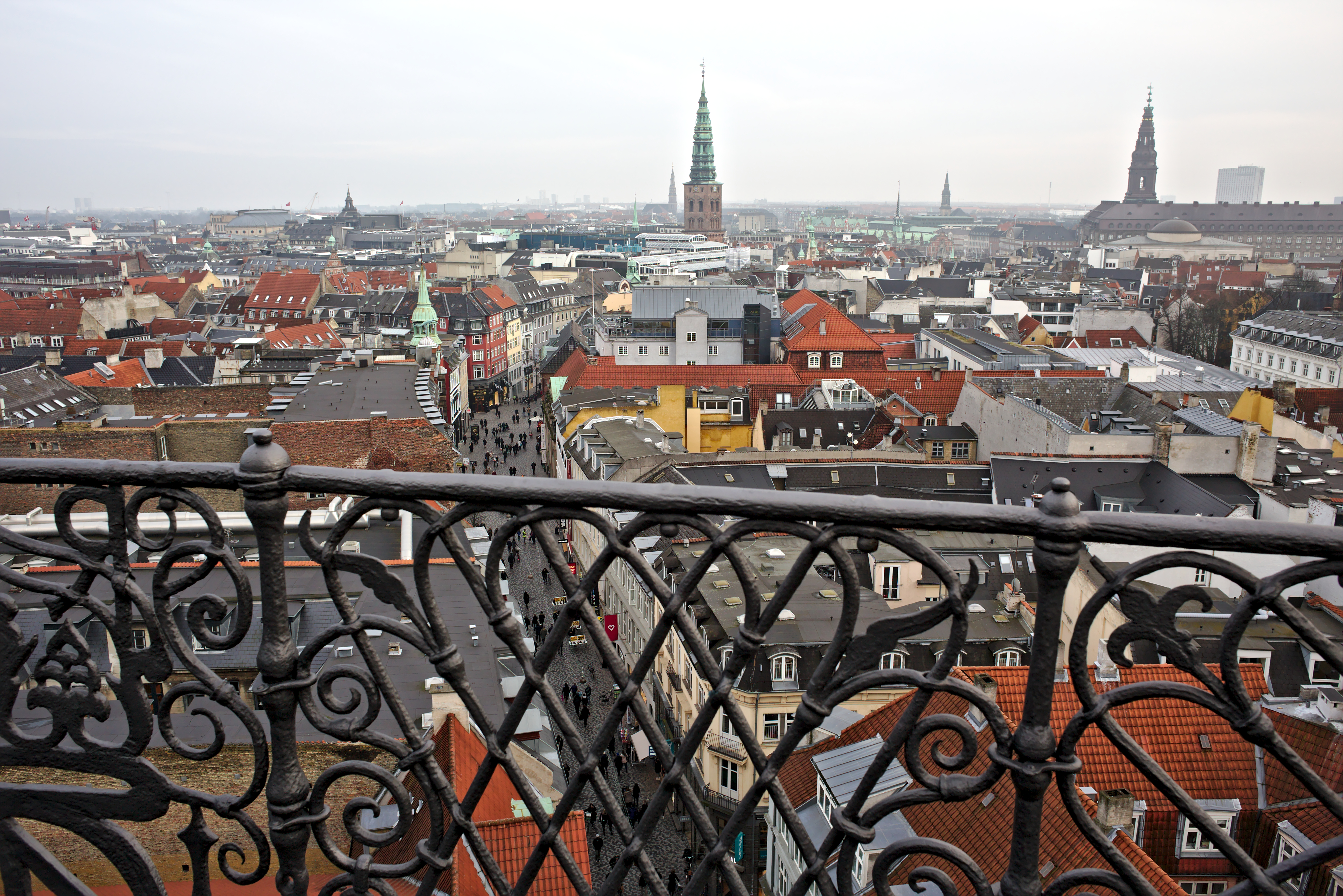
Kopenhagen im Februar 2014